# Anderson Salles
Anderson Aparecido Salles, mais conhecido como Anderson Salles (Araçariguama, 16 de fevereiro de 1988), é um futebolista brasileiro que atua como zagueiro e volante. Atualmente joga pelo Bhayangkara FC.

## Carreira

### Santos
Campeão do Torneio Cidade de Turim e do Campeonato Paulista Sub-20 pelos juniores do Santos em 2007, estreou na equipe profissional em 20 de janeiro de 2008, contra o Ipatinga pelo Campeonato Brasileiro. Chegou a jogar alguns jogos da Libertadores e do Brasileiro pelo clube praiano como reserva, ainda em 2008.

### Juventus-SP
Foi emprestado ao Juventus para a disputa do Campeonato Paulista de 2009 - Série A2.

### Bragantino
Ainda em 2009, teve uma rápida passagem pelo Bragantino.

### Ituano
Em 2010, foi reforço do Ituano para a Série A1 do Campeonato Paulista.

### Grêmio Barueri
Em maio de 2012, Anderson Salles foi emprestado ao Grêmio Barueri. A temporada de 2012 até então, foi a que ele mais marcou gols (9 gols sendo 5 pelo Barueri e 4 pelo Ituano) e também a temporada na qual o jogador mais jogou, 46 jogos (17 pelo Ituano e 29 pelo Grêmio Barueri).

### Retorno ao Ituano
Após disputar a temporada de 2012 no Barueri, acabou retornando ao Ituano logo no início de 2013. Na temporada de 2013 não obteve um grande sucesso.
Porém, logo no início de 2014, voltou a se destacar, fazendo um ótimo Campeonato Paulista pelo clube. O clube de Itu, teve como grande trunfo, sua defesa, a melhor do campeonato, levando apenas 11 gols. Anderson Salles teve atuações de destaque no campeonato, o qual o clube do interior venceu o Santos na final, sendo o campeão do torneio. Marcou 6 gols, 4 gols de falta e 2 de pênalti, fato o qual tornou o jogador o artilheiro do clube no paulistão. Também foi eleito para a Seleção do Campeonato pela FPF. Graças a isso, Anderson Salles acabou atraindo o interesse de Palmeiras e São Paulo e de outros clubes do Campeonato Brasileiro Série A e B.
Em uma entrevista ao LanceNet! o empresário do jogador disse:
| “ | Não dá para ficar esperando o Palmeiras, com todo o respeito. Estamos conversando com outros clubes da mesma grandeza. Não posso falar quais, mas estou encaminhando a situação dos jogadores para o Campeonato Brasileiro. Até quarta ou quinta-feira quero ter tudo resolvido. | ” |

Está no Top 10 de jogadores que mais atuaram pelo clube e é querido por boa parte da torcida do clube.

### Vasco da Gama
Em abril de 2014, Anderson acertou com o Vasco da Gama por 2 anos.

### Goiás
No início de 2016, acerta com o Goiás.

### Santa Cruz
No dia 9 de janeiro de 2017 é anunciado como novo reforço do Santa Cruz para a temporada 2017.

### São Bento
No segundo semestre de 2018, fez parte do elenco do São Bento rebaixado para a Série C do Campeonato Brasileiro.

### Bhayangkara FC - Primeira passagem
Em sua primeira passagem pelo Bhayangkara FC, fez 33 jogos e marcou 7 gols.

### Ferroviária
Em março de 2020, foi anunciado como reforço da Ferroviária para a disputa da Série D do Campeonato Brasileiro.

### Paraná Clube
Em fevereiro de 2021, chegou ao Paraná Clube. Em abril do mesmo ano, após realizar apenas quatro partidas, deixou o clube.

### Bhayangkara FC - Segunda passagem
Pelo clube, terminou em 3º colocado na temporada 2021/22.
Em 23 de fevereiro de 2023, atingiu a marca de 96 partidas, 21 gols e 5 assistências com a camisa do “The Guardians" em suas duas passagens pelo clube.

## Estatísticas
Até 3 de março de 2018.

### Clubes
| Clube                | Temporada         | Campeonato nacional | Campeonato nacional | Campeonato nacional | Copa nacional[a] | Copa nacional[a] | Copa nacional[a] | Competições continentais[b] | Competições continentais[b] | Competições continentais[b] | Outros torneios[c] | Outros torneios[c] | Outros torneios[c] | Total | Total | Total   |
| Clube                | Temporada         | Jogos               | Gols                | Assist.             | Jogos            | Gols             | Assist.          | Jogos                       | Gols                        | Assist.                     | Jogos              | Gols               | Assist.            | Jogos | Gols  | Assist. |
| -------------------- | ----------------- | ------------------- | ------------------- | ------------------- | ---------------- | ---------------- | ---------------- | --------------------------- | --------------------------- | --------------------------- | ------------------ | ------------------ | ------------------ | ----- | ----- | ------- |
| Santos               | 2008              | 1                   | 0                   | 0                   | —                | —                | —                | 3                           | 0                           | 0                           | 5                  | 0                  | 0                  | 9     | 0     | 0       |
| Santos               | Total             | 1                   | 0                   | 0                   | 0                | 0                | 0                | 3                           | 0                           | 0                           | 5                  | 0                  | 0                  | 9     | 0     | 0       |
| Juventus-SP          | 2009              | —                   | —                   | —                   | —                | —                | —                | —                           | —                           | —                           | 6                  | 0                  | 0                  | 6     | 0     | 0       |
| Juventus-SP          | Total             | 0                   | 0                   | 0                   | 0                | 0                | 0                | 0                           | 0                           | 0                           | 6                  | 0                  | 0                  | 6     | 0     | 0       |
| Bragantino           | 2009              | 2                   | 0                   | 0                   | —                | —                | —                | —                           | —                           | —                           | —                  | —                  | —                  | 2     | 0     | 0       |
| Bragantino           | Total             | 2                   | 0                   | 0                   | 0                | 0                | 0                | 0                           | 0                           | 0                           | 0                  | 0                  | 0                  | 2     | 0     | 0       |
| Ituano               | 2010              | —                   | —                   | —                   | —                | —                | —                | —                           | —                           | —                           | 10                 | 0                  | 0                  | 10    | 0     | 0       |
| Ituano               | 2011              | —                   | —                   | —                   | —                | —                | —                | —                           | —                           | —                           | 11                 | 4                  | 0                  | 11    | 4     | 0       |
| Ituano               | 2012              | —                   | —                   | —                   | —                | —                | —                | —                           | —                           | —                           | 17                 | 7                  | 0                  | 17    | 7     | 0       |
| Ituano               | Total             | 0                   | 0                   | 0                   | 0                | 0                | 0                | 0                           | 0                           | 0                           | 38                 | 11                 | 0                  | 38    | 11    | 0       |
| Grêmio Barueri       | 2012              | 29                  | 2                   | 1                   | —                | —                | —                | —                           | —                           | —                           | —                  | —                  | —                  | 29    | 2     | 1       |
| Grêmio Barueri       | Total             | 29                  | 2                   | 1                   | 0                | 0                | 0                | 0                           | 0                           | 0                           | 0                  | 0                  | 0                  | 29    | 2     | 1       |
| Ituano               | 2013              | —                   | —                   | —                   | —                | —                | —                | —                           | —                           | —                           | 24                 | 5                  | 0                  | 24    | 5     | 0       |
| Ituano               | 2014              | —                   | —                   | —                   | —                | —                | —                | —                           | —                           | —                           | 19                 | 6                  | 1                  | 19    | 6     | 1       |
| Ituano               | Total             | 0                   | 0                   | 0                   | 0                | 0                | 0                | 0                           | 0                           | 0                           | 43                 | 11                 | 1                  | 43    | 11    | 1       |
| Vasco da Gama        | 2014              | 3                   | 0                   | 0                   | 0                | 0                | 0                | —                           | —                           | —                           | —                  | —                  | —                  | 3     | 0     | 0       |
| Vasco da Gama        | 2015              | 12                  | 0                   | 0                   | 8                | 1                | 0                | —                           | —                           | —                           | 7                  | 2                  | 1                  | 27    | 3     | 1       |
| Vasco da Gama        | Total             | 15                  | 0                   | 0                   | 8                | 1                | 0                | 0                           | 0                           | 0                           | 7                  | 2                  | 1                  | 30    | 3     | 1       |
| Goiás                | 2016              | 17                  | 1                   | 0                   | 2                | 0                | 0                | 0                           | 0                           | 0                           | 12                 | 0                  | 0                  | 31    | 1     | 0       |
| Goiás                | Total             | 17                  | 1                   | 0                   | 2                | 0                | 0                | 0                           | 0                           | 0                           | 12                 | 0                  | 0                  | 31    | 1     | 0       |
| Santa Cruz           | 2017              | 28                  | 4                   | 0                   | 2                | 0                | 0                | —                           | —                           | —                           | 16                 | 7                  | 0                  | 46    | 11    | 0       |
| Santa Cruz           | Total             | 28                  | 4                   | 0                   | 2                | 0                | 0                | —                           | —                           | —                           | 16                 | 7                  | 0                  | 46    | 11    | 0       |
| Grêmio Novorizontino | 2018              | —                   | —                   | —                   | —                | —                | —                | —                           | —                           | —                           | 4                  | 0                  | 0                  | 4     | 0     | 0       |
| Grêmio Novorizontino | Total             | —                   | —                   | —                   | —                | —                | —                | —                           | —                           | —                           | 4                  | 0                  | 0                  | 4     | 0     | 0       |
| Total na carreira    | Total na carreira | 92                  | 7                   | 1                   | 12               | 1                | 0                | 3                           | 0                           | 0                           | 131                | 31                 | 2                  | 238   | 39    | 3       |

- a. ^ Jogos da Copa do Brasil
- b. ^ Jogos da Copa Sul-Americana
- c. ^ Jogos do Campeonato Paulista, Campeonato Paulista - Série A2, Copa Paulista, Campeonato Carioca e Campeonato Goiano

## Títulos
Santos
- Torneio Cidade de Turim: 2007
- Campeonato Paulista Sub-20: 2007

Ituano
- Campeonato Paulista: 2014

Vasco da Gama
- Campeonato Carioca: 2015

Goiás
- Campeonato Goiano: 2016

Santa Cruz
- Troféu Asa Branca: 2017

### Prêmios Individuais
- Melhor zagueiro do Campeonato Paulista - Série A1: 2014
- Seleção do Campeonato Paulista - Série A1: 2014